# Reboll
El reboll o roure reboll (Quercus pyrenaica) és un roure present en molts llocs de la península Ibèrica però que, per singular caprici taxonòmic, duu aquest nom científic tot i no haver-n'hi al Pirineu. A Catalunya, aquesta espècie només es pot trobar al Bosc de Poblet. El nom comú, més encertat, ve de la capacitat de rebrotat quan se'l talla, cosa que permet l'explotació forestal dels seus boscos pel sistema de tallada arreu (tallar tots els arbres d'una parcel·la i deixar que rebrotin, tot podant els tanys).

## Descripció
Pot arribar a fer 20 m d'alt, amb un tronc de fins a 80 cm de diàmetre i la copa oberta i en forma de cúpula. La seva escorça és de color gris, solcada profundament. Les branques joves són de color verd vermellós i són densament pubescents. Les seves fulles mesuren entre 8 i 15 cm de llargada amb l'àpex agut i el marge amb 6 parells de lòbuls irregulars. Tenen un color verd grisós recobertes per pèls curts, especialment per la part de sota. Les flors són llargues i nombroses. El seu fruit és un gla petit de forma ovoide 

## Distribució i hàbitat
El roure reboll prefereix sòls àcids, fins i tot pobres i secs.
Es distribueix per tota la costa atlàntica de França, Espanya, Portugal i el Marroc; habitualment es troba entre els 600 i els 1.400 metres d'altitud. A Catalunya només el trobem a les muntanyes de Prades.

## Miscel·lània
- A.Camus n ° 127
- molt rar fora del seu rang normal,
- els híbrids naturals del Q. pyrenaica són: Q. x andegavensis, Q. x cantabrica, Q. x diosdadoi, Q. x firmurensis, Q. x fontqueri, Q. x paui, Q. x trabutii, Q. x welwitschii

## Sinonímia
- brossa Bosc 1808
- toza var. pyrenaica (Willd.) Wenz. 1886
- toza Gillet ex Bosc 1792, nom. inval.
- tauza Desf. 1815
- palensis Palassou 1784, nom. rejic.
- pubescens subsp palensis (Palassou) O.Schwarz 1936
- tauzin Pers. 1807
- tavaresi Sampaio
- stolonifera Lapeyr. 1813
- humilis DC in Lam. 1805, nom. illeg.